# 森永村
22°16′12″N 120°51′20″E / 22.2700864°N 120.8556366°E
森永村，是臺灣臺東縣達仁鄉所轄的6個村之一，位在達仁鄉西南緣。人口約418人，與安朔村、南田村；屏東縣獅子鄉草埔村相鄰。

## 村名由來
森永村原為日治時代株式會社之會址，村民於1953年由原居地大古遷移此地後，沿用株式會社社名為其村名。

## 交通

### 公路
- 台9線：南迴公路
- 台9戊線：南迴公路舊線
- 縣道199號

### 客運
- 國光客運 1778路